# Нове Полісся
Нове́ Полі́сся — село в Україні,  у Батуринській територіальній громаді Ніжинського району Чернігівської області. 
До 1964 року село називалося Довга Нога. 
Розташоване за 5 кілометрів на північ від села Матіївка. Населення становить 43 особи (2001 рік).

## Історія
Село засноване на початку XX століття.
На північний захід від села розташований гідрологічний заказник — «Максимове».
12 червня 2020 року, відповідно до розпорядження Кабінету Міністрів України № 730-р «Про визначення адміністративних центрів та затвердження територій територіальних громад Чернігівської області», увійшло до складу Батуринської міської громади.
19 липня 2020 року, в результаті адміністративно-територіальної реформи та ліквідації Бахмацького району, село увійшло до складу Ніжинського району Чернігівської області.